# Capitaine Jouen
Pour les articles homonymes, voir Jouen (homonymie).
'Capitaine Jouen' est un cultivar de rosier hybride remontant obtenu en 1900 par le rosiériste normand Philbert Boutigny et mise au commerce en 1901. On peut l'admirer à la roseraie des roses de Normandie, près de Rouen, ainsi qu'à l'Europa-Rosarium de Sangerhausen.

## Description
Il s'agit d'un rosier très vigoureux, voire sarmenteux, dont le buisson s'élève normalement à 100 cm et même à 305 cm, lorsqu'il est palissé, pour 185 cm d'envergure, et qui présente de grandes fleurs rouges, très doubles, dont la floraison s'étale pendant toute la saison. Elles évoluent vers le pourpre au fur et à mesure.
Sa zone de rusticité est de 6b à 9b.
Il est issu du croisement 'Eugène Fürst' x 'Triomphe de l'Exposition'.